# マランビオ空港
マランビオ空港 (ICAO: SAWB)は、南極半島近くのシーモア島にある空港であり、アルゼンチンの観測基地であるマランビオ基地が運営している。この空港はアルゼンチン領南極において、アルゼンチンの基地であるかどうかを問わず多くの基地にとって中核となる空港であり、通年にわたって救急搬送、捜索・救助活動、人間・貨物・郵便の輸送を担っている。
アルゼンチンのベルグラーノII基地を除く全ての基地への物資の供給は、一旦この空港に空輸されてから、各基地に輸送される形になっている。毎年、大陸間の輸送は100件以上ある。

## 設備
本空港の管制塔の高さは12 m (39 ft)であり、滑走路にはストロボの光で線が引かれてある。 駐機場では、C-130のような大型輸送機であっても燃料の給油を受け、同時サービスを受けることができる。

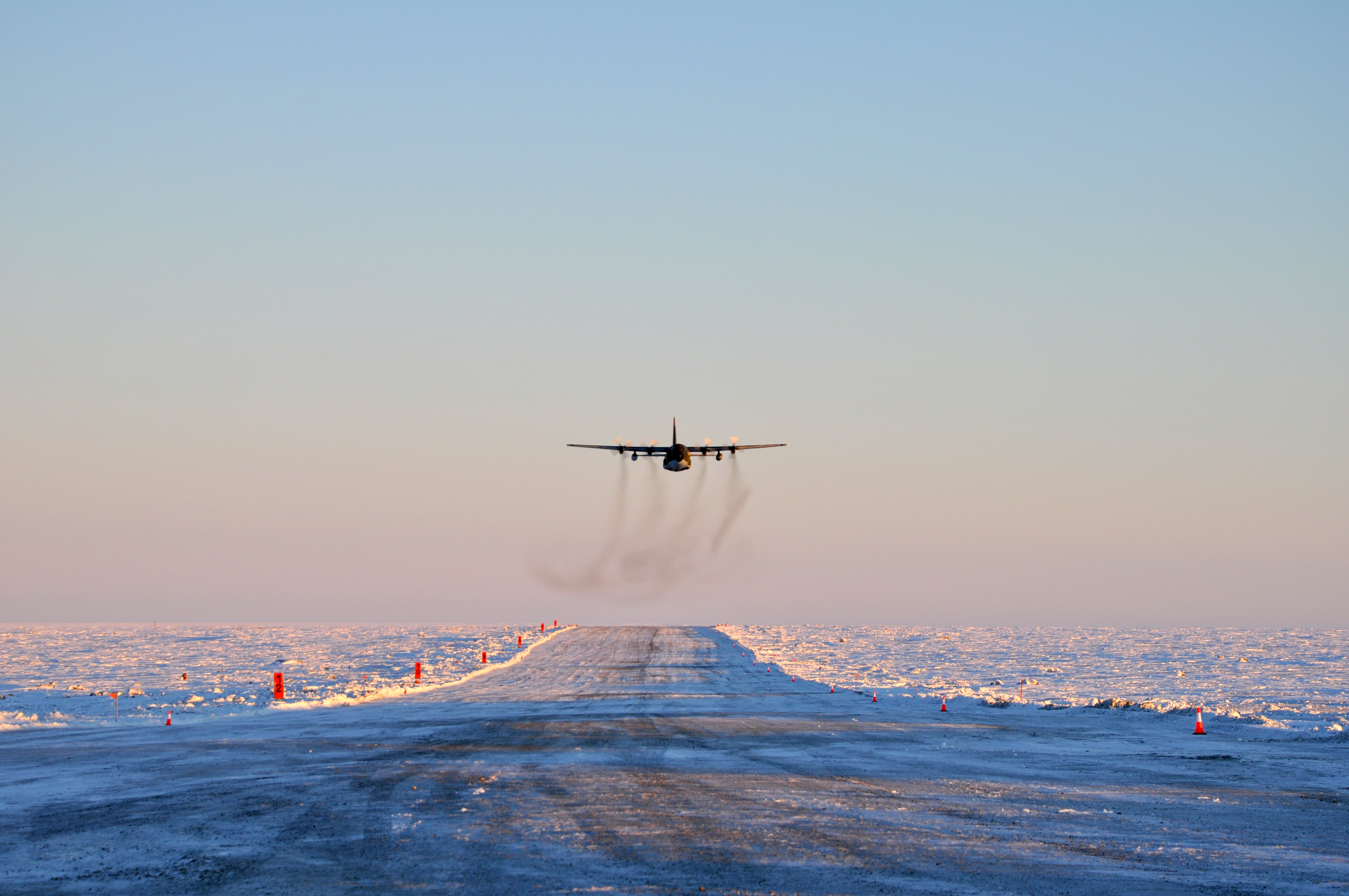
本空港を離着陸するC-130

アルゼンチン空軍のデ・ハビランド・カナダ DHC-6用の格納庫が存在する。DHC-6は定期的にこの空港を2基のベル 212と共に利用する。ベル 212は科学活動と他の基地との連絡の補助のため、夏の観測期間中に運用されている。